# Badzhabash
Badzhabash (persiska: باجاباج, Bājeh Yāj, Bājābāj) är en ort i Iran.   Den ligger i provinsen Östazarbaijan, i den nordvästra delen av landet, 500 km nordväst om huvudstaden Teheran. Badzhabash ligger 1 833 meter över havet och antalet invånare är 342.
Terrängen runt Badzhabash är huvudsakligen kuperad. Badzhabash ligger nere i en dal. Runt Badzhabash är det ganska glesbefolkat, med 35 invånare per kvadratkilometer. Närmaste större samhälle är Mehtarlū, 12,2 km norr om Badzhabash. Trakten runt Badzhabash består i huvudsak av gräsmarker.